# Штраас, Беата Сабина
Беата Сабина Штраас (Штрасс) (швед. Beata Sabina Straas (Strass), также известна как мадам Оберг (Madame Åberg), ? — 1773) — одна из первых шведских профессиональных театральных актрис.

## Биография
О происхождении, месте и дате рождения Беаты Штраас и её родителях доподлинных сведений не сохранилось. Известно только, что её брат Эрик Юнас Штраас родился в 1707 г. и был в 1729 г. лакеем при королевском дворе. Сама Беата работала горничной сначала у фрейлины Юсефы Пфлюг, а потом у графини Антуанетты Доротеи Риндсмаул, жены придворного Отто Людвига Эренрайха фон Риндсмаул.
В 1737 г. Карлом Юлленборгом в Швеции был основан первый национальный театр в Боллхусете (Стокгольм). Там давали представления иностранные театральные труппы, и по тогдашней европейской традиции все актёры были мужчинами. В то же время в Швеции не было предубеждений против того, чтобы на сцене играли и женщины. И 25 мая в 1737 г. в театральную труппу взяли Беату Штраас, а вторая кандидатка по каким-то критериям не подошла. Тем самым она стала первой актрисой шведского театра, имя которой сохранилось в документах. Кроме Беаты в 1737—1739 гг. упоминаются ещё две актрисы — Викман (вероятно, Магдалена Викман) и некая Лунд.
Беата Сабина сыграла главную роль Лотты Энтерфельт вместе с Юханом Пальмбергом и Биргером Хильдоном в знаменитой пьесе Den Svenska Sprätthöken Юлленборга — первой комедии на шведском языке — на официальной премьере театра Боллхусета. Граф Карл Густав Тессин охарактеризовал Беату Сабину как благородную, хорошо одетую, с красивыми ножками и играющую лучше, чем немецкие актрисы, хоть и уступающую французским, но при этом обладающую природным талантом, а её дебют назвал успешным. Среди других ролей Беаты Сабины были Мелинда в Den otacksamme Юлленборга, Рамборг в Den afvundsjuke Улофа Далина (первый балет с шведскими танцорами) в 1738 г. и главная роль в Brynhilda eller den olyckelige kärleken Далина в 1739 г.
В 1737 г. Беата Сабина вышла замуж за придворного слугу Андреаса Оберга. В 1738 г. театр был временно закрыт, и снова открыт в 1739 г. В том же году супруги Оберг получили разрешение открыть кофейню, и Беата Сабина покинула сцену. В 1744 г. Оберги были приняты в королевский двор, а Беату Сабину назначили домоуправляющей при королеве, и на этой должности она работала до самой смерти. Вероятно, Беата Сабина была бабушкой актрисы и оперной певицы Инги Оберг и актёра Густава Обергссона.